# Arnie Lawrence
Arnie Lawrence (* 10. Juli 1938 in Brooklyn, New York City als Arnold Lawrence Finkelstein; † 22. April 2005 in Jerusalem) war ein  US-amerikanischer Tenorsaxophonist des Modern Jazz, Musikpädagoge und Komponist.

## Leben und Wirken
Lawrence lernte zunächst Klarinette, bevor er als Jugendlicher zum Saxophon wechselte. Ab zwölf Jahren spielte in Hotels und Clubs der Catskills und mit 17 hatte er einen ersten Auftritt im New Yorker Birdland. In den folgenden Jahren spielte er bei Mat Mathews (1955/56), Urbie Green, Dick Hyman, Frank Foster, Warren Chiasson/Jimmy Garrison, Doc Severinsen und Duke Pearson. 1966 entstanden erste Aufnahmen mit Chico Hamilton (The Dealer). Er gehörte darauf einige Jahre der Hamilton-Band an; daneben war er von 1967 bis 1972 Solist in der Tonight Show. 1968 legte er ein erstes Album unter eigenem Namen vor. Ende der 1960er Jahre arbeitete er außerdem bei Johnny Richards, Joe Newman und Les DeMerle.
Anfang der 1970er Jahre spielte Lawrence bei Clark Terry, 1974 bei Blood, Sweat & Tears, bei Rod Levitt und in Chuck Israels National Jazz Ensemble. 1978/79 ging er mit Liza Minnelli auf eine Welttournee; er veröffentlichte noch weitere Alben und tourte Anfang der 1980er mit Louie Bellson und Elvin Jones. Er komponierte auch eine Sinfonie (Red, White and Blues), die mit einem Orchester in Williamsburg (Virginia) uraufgeführt wurde; Solisten waren Lawrence, Dizzy Gillespie und Julius Hemphill. Ab Mitte der 1960er Jahre arbeitete er auch mit eigenen Formationen wie den Children of All Ages und Treasure Island.
Ab Mitte der 1970er Jahre war Lawrence als Musikpädagoge tätig, zunächst als Artist in Residence in Kentucky und Kansas. 1986 gründete er die New School for Jazz and Contemporary Music in New York City; Studenten dieses Programms waren u. a. Roy Hargrove, Brad Mehldau, Larry Goldings, John Popper, Peter Bernstein und Jay Rodriguez. 1997 zog er nach Israel, wo er das International Center for Creative Music gründete, eine Einrichtung, die sich an jüdische und arabische Studenten richtete. Er trat regelmäßig in Israel mit seiner Band Blues Co-Elation auf und eröffnete einen Nightclub namens Arnie's Jazz Underground. Er starb 2005 an Lungen- und Leberkrebs.
Die Sängerin Marya Lawrence ist seine Tochter.
Der Saxophonist und Flötist Erik Lawrence ist sein Sohn.

## Diskographie
- You're Gonna Hear from Me (Project 3, 1968)
- Look Toward a Dream  (Project 3, 1969), mit Larry Coryell
- Inside an Hourglass (Embryo Records, 1970)
- Might Just Turn Out To Be Sages (1976), mit Children Of All Ages
- Treasure Island (1979)
- Renewal (Palo Alto Records, 1981) mit Chico Hamilton, Billy Hart, Mike Richmond

## Lexikalischer Eintrag
- Leonard Feather, Ira Gitler: The Biographical Encyclopedia of Jazz. Oxford University Press, New York 1999, ISBN 0-19-532000-X.